# Antonius Eestermans
Antonius Eestermans (Meerle, 24 april 1858 - Leuven, 29 januari 1931) was een Belgisch bisschop in Lahore (destijds in Brits-Indië, tegenwoordig Pakistan) in het begin van de twintigste eeuw.

## Levensloop
Na zijn humaniora in het Klein Seminarie in Hoogstraten startte hij zijn studies in het Seminarie van Mechelen. Hij trad in de kapucijnenorde in op 8 mei 1878. Zijn religieuze naam was Fabianus. Op 23 januari vertrok hij met zeven andere Belgen naar Lahore. Na 25 jaar missionariswerk werd hij ziek en keerde hij op 11 maart 1905 terug naar België. Enkele weken daarna werd hij verkozen tot de vierde bisschop van Lahore, een stad op de grens van het hedendaagse Pakistan met India met meer dan 10 miljoen inwoners. Hij werd op 11 april 1905 bisschop gewijd in de Kapucijnenkerk van Antwerpen door kardinaal Goossens, aartsbisschop van Mechelen. Daarna keerde hij terug naar Lahore waar hij 20 jaar zijn functie uitoefende.
In 1911 ontmoette hij de paus en hij vertelde hem dat God een fout moest gemaakt hebben door hem tot bisschop te kiezen waarna de paus antwoordde dat God een nog grotere fout gemaakt had door hem tot paus te kiezen.
Op 15 december 1925 verzaakte hij aan de zetel te Lahore. Hij werd bisschop van Letopolis. Zijn opvolger was Hector Catry (28 november 1928). Enkele weken later keerde monseigneur Eestermans terug naar België en verbleef hij in het klooster van Meersel-Dreef, enkele kilometers van zijn geboortedorp Meerle. Op 29 juni vierde hij zijn vijfentwintigjarig bestaan als bisschop. Zes maanden later stierf hij in een universitair ziekenhuis in Leuven. Zijn begrafenis werd gehouden in Antwerpen door kardinaal Van Roey, aartsbisschop van Mechelen. Volgens bepaalde bronnen is hij begraven op het Kapucijnenkerkhof van Meersel-Dreef, maar zijn grafsteen is te vinden aan het oud kerkhof naast de kerk van Meerle.
Pater Rufin van Meerle (Henri Faes) was een neefje van bisschop Eestermans en trad ook in bij de Kapucijnenorde. Op 16 mei 1921 vertrok hij naar Lahore en verbleef daar tot 16 mei 1965. Pater Rufin stierf in Antwerpen op 25 december 1967.